# ヘルマン・ムテジウス

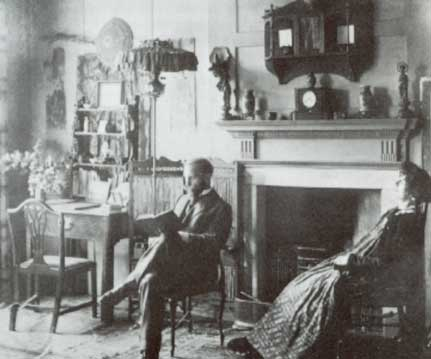
ヘルマン・ムテジウス

ヘルマン・ムテジウス（Adam Gottlieb Hermann Muthesius, 1861年4月20日 - 1927年10月29日）は、ドイツの建築家。ドイツ工作連盟の中心人物。

## 経歴

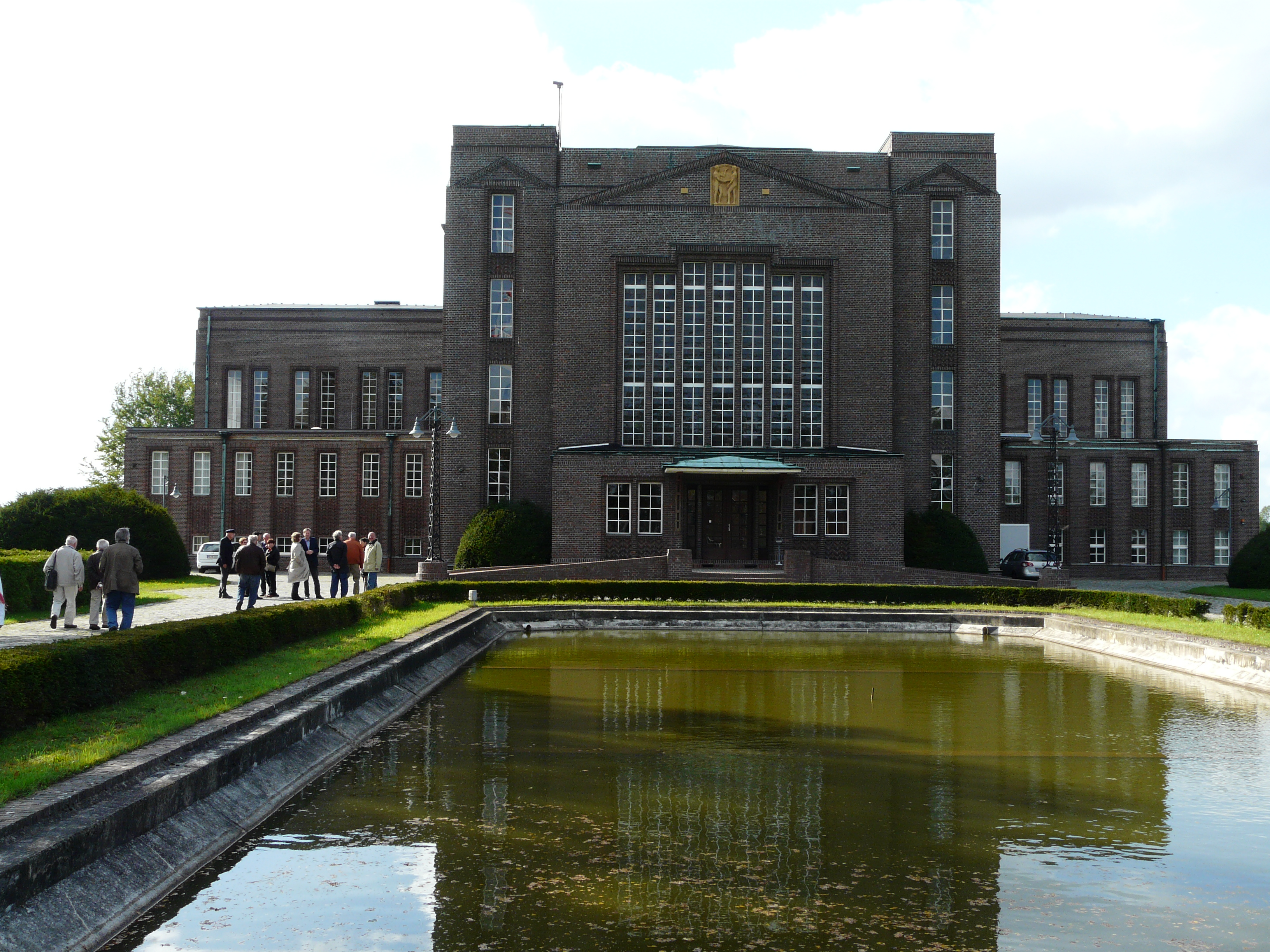
ナウエン無線電信局（1920年）。

エアフルト近郊グロースノイハウゼンGroßneuhausenの生まれ。建築家の父から影響を受け、大学で建築を学んだ。
明治時代の日本へ赴き、1887年から1890年まではヘルマン・エンデとヴィルヘルム・ベックマンによる官庁集中計画（法務省赤煉瓦棟はその成果の一つ）に建築技師として従事した。また1897年に東京府麹町に完成した日本で初めてのドイツのプロテスタント教会（関東大震災で焼失したのちは東郷坂教会）の設計を担当した。
その後、プロイセン政府の官吏としてロンドンの大使館に勤務し（1896年 - 1903年）、アーツ・アンド・クラフツ運動から大きな影響を受けた。1904年に『イギリスの住宅』（Das englische Haus）を刊行、アーツ・アンド・クラフツの紹介者としても知られるようになった。
1907年、ドイツの産業育成を目指したドイツ工作連盟の設立に加わり、産業と芸術の統一を構想し、展覧会開催や出版などの事業を行った。ムテジウスは規格化を重視したため、1914年のケルン展の後、作家個人の芸術性を主張するヴァン・デ・ヴェルデとの間に「規格化論争」が起こった。
設計作品としては郊外住宅を多く造っている。
1920年には無線通信が最先端技術のひとつであったが、ブランデンブルク州ハーフェルラント郡にナウエン無線電信局を竣工した。

## 建築家と庭園
田中正大によると、18世紀は風景式庭園の黄金時代であったが、19世紀に入って建築家が造園の展示会を開くようになって、一般の注意は建築家の作品に向けられ、造園の本質的な転換に直面することになったという。
イギリスの建築家レギナルド・プロムフイールド（Reginald Blomfield）が著書「The Formal Garden in England」（1892年）で、風景式庭園の趣味の悪さと不合理性と自然模倣性とロマンチックな自然観を遠慮なく攻撃し、これをドイツに移植したムテジウスは、ベルリンの公園監督者・グフタフ・マイヤー等を中心とするレンネ・マイヤー学派との間に烈しい論争を行った。この状況をゴータイン女史 (Marie-Luise_Gothein) は「1904年には怒って騒ぎ立てた彼等はムテジウス攻撃になおも争ったが、やはり事の成行きは着実に進行した。造園家が不平をいえばいう程、建築家は強く庭園を占有し…」と述べている。